# جورج يوريبا
جورج يوريبا (بالإنجليزية: George Uribe)‏ هو منتج تلفزيوني أمريكي، ولد في 20 نوفمبر 1968.